# José Antonio Ardanza
José Antonio Ardanza Garro (ur. 10 czerwca 1941 w Elorrio, zm. 8 kwietnia 2024) – hiszpański i baskijski polityk, prawnik oraz samorządowiec, działacz Nacjonalistycznej Partii Basków (PNV), w latach 1985–1999 lehendakari (prezydent) Kraju Basków.

## Życiorys
Kształcił się w seminarium duchownym, później ukończył prawo na Universidad de Deusto. Od początku lat 60. był sympatykiem organizacji młodzieżowej Nacjonalistycznej Partii Basków. Był też związany z ruchem spółdzielczym Mondragon. Pracował jako doradca prawny w spółdzielczej instytucji kredytowej Caja Laboral. W 1979 został wybrany na alkada Mondragónu. Wkrótce po wyborach wstąpił do PNV. W 1983 stanął na czele władz prowincji Guipúzcoa.
W marcu 1985, po wyborach regionalnych, został nowym prezydentem Kraju Basków. Urząd lehendakari sprawował nieprzerwanie do stycznia 1999, nie ubiegając się o ponowny wybór. W 1988 był jednym z inicjatorów Pacto de Ajuria Enea, porozumienia pięciu głównych ugrupowań baskijskich potępiających terroryzm i przemoc ze strony ETA.
Po odejściu z polityki od 1999 do 2011 pełnił funkcję prezesa baskijskiego operatora telekomunikacyjnego Euskaltel.